# برام كاسترو
برام كاسترو (بالإسبانية: Bram Castro) (مواليد 30 سبتمبر 1982) هو لاعب كرة قدم هولندي يجيد اللعب في مركز حراسة المرمى , ويلعب حاليًا لنادي هيراكليس الهولندي.

## بطولات اللاعب

### جينك
- الدوري البلجيكي - الدرجة الأولى: 2001–2002

## روابط خارجية
- برام كاسترو على موقع قاعدة بيانات كرة القدم.إي يو (الإنجليزية)
- برام كاسترو على موقع Soccerway.com (الإنجليزية)
- برام كاسترو على موقع عالم كرة القدم.نت (الإنجليزية)

- Bram Castro